# Philippine International 1973
Il Philippine International 1973 è stato un torneo di tennis giocato sul cemento. È stata la 1ª edizione del Philippine International che fa del Commercial Union Assurance Grand Prix 1973. Si è giocato a Manila nelle Filippine dal 15 al 21 ottobre 1973.

## Campioni

### Singolare
Ross Case ha battuto in finale  Geoff Masters con il punteggio di 6–1, 6–0

### Doppio
Marcelo Lara /  Sherwood Stewart hanno battuto in finale  Jürgen Fassbender /  Hans-Jürgen Pohmann con il punteggio di 6–2, 6–0